# اضطهاد الوثنيين في الإمبراطورية الرومانية المتأخرة

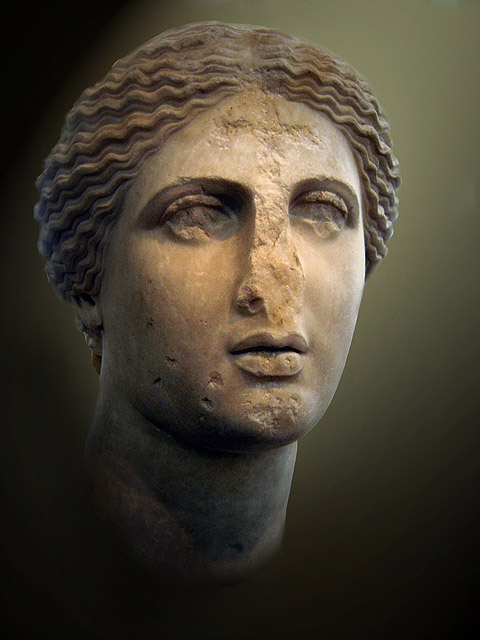
رأس أفروديت، نسخة من القرن الأول الميلادي من نسخة أصلية نحتها براكسيتليس، وكان القصد من نقش الصليب على الذقن والجبهة "تطهير" قطعة أثرية وثنية مقدسة، وجدت هذه القطعة في الأغورا القديمة في أثينا، حاليا في المتحف الأثري الوطني في أثينا.

بدأ اضطهاد الوثنيين في أواخر الإمبراطورية الرومانية في أواخر عهد قسطنطين العظيم، عندما أمر بنهب وهدم بعض المعابد. بدأت أولى القوانين المعادية للوثنية من قبل الدولة المسيحية مع ابن قسطنطين قسطانطيوس الثاني، الذي كان معارضا للوثنية؛ وأمر بإغلاق جميع المعابد الوثنية، ومنع القرابين الوثنية وجعل عقابها الموت، وأزال مذبح النصر من مجلس الشيوخ. تحت حكمه، بدأ المسيحيون العاديون في تخريب المعابد والمقابر والنصب التذكارية الوثنية. هذا الاضطهاد بدأ بعد فترة من اضطهاد المسيحيين في الإمبراطورية.
من 361 حتى 375 كان هناك تسامح نسبي مع الوثنية. الأباطرة الثلاثة—جراتيان، فالانتينيان الثاني وثيودوسيوس الأول—تأثروا بعد ذلك بأسقف ميلان، أمبروز. باقتراح أمبروز، السياسات المعادية للوثنية تم تطبيقها من جديد. متأثرا بأمبروز أيضا، أصدر ثيودوسيوس مراسيم سنة 391. جراتيان أيضا قام بإزالة مذبح النصر للمرة الثانية. تم تسريح عذارى فستال، وتم منع الوصول إلى المعابد الوثنية.
أثناء حياته، أصبح قسطنطين تدريجيا أكثر مسيحية وتحول بعيدا عن أي ميول هينوثية ظهر أنه قد فضلها في بعض الأحيان سابقا، مما دل بحسب مؤرخي حياته أن «إله المسيحيين كان في الواقع إله غيور لا يسمح بوجود أي آلهة أخرى بجانبه. الكنيسة لم يمكنها أبدا أن تعترف أنها مثل الهيئات الدينية الأخرى، لقد غزت جميع المجالات واحدا بعد الآخر».
حتى لو كان قسطنطين قد رغب في تنصير الدولة، ربما قد فرضت النفعية عكس ذلك لأن المسيحيين قد شكلوا فقط نحو الخمس من السكان في الغرب ونصف السكان في الشرق.

## سياسات قسطنطين الأول الدينية
بدأت الحلقات الأولى من اضطهاد الوثنية في تاريخ الإمبراطورية الرومانية في وقت متأخر من عهد قسطنطين مع أوامره بنهب وهدم المعابد الوثنية.
تطورت سياسات معاداة الوثنية الخاصة بقسطنطين الكبير من التحريم الأولي لبناء المعابد الجديدة والتسامح مع القرابين الوثنية، إلى أوامر نهب وهدم المعابد قبل نهاية فترة حكمه. حيث في وقت سابق من عهده كان يحظر بناء المعابد ولكن يتسامح مع ممارسة القرابين الوثنية.
وفقا لمؤرخي الكنيسة الذين كتبوا بعد وفاته، قسطنطين اعتنق المسيحية وتم تعميده وهو على فراش الموت، مما جعل منه أول إمبراطور مسيحي. وتم تعميد قسطنطين من قبل البابا سيلفستر الأول.

### الحظر على إنشاء المعابد والتسامح مع القرابين
قسطنطين، على الرغم من أنه جعل ولاءه واضحا، لم يحرم الوثنية; في كلمات مرسوم في بدايات عهده، قال المرسوم أن الوثنيين يمكنهم أن «يحتفلوا بطقوس وهم عتيق» طالما أنهم لا يجبرون المسيحيين على الانضمام إليهم. في رسالة إلى ملك فارس، كتب قسطنطين عن تجنبه «الدم البغيض والروائح البغيضة» للقرابين الوثنية، وبدلا من ذلك يعبد الله السامي، وفي العاصمة الجديدة التي بناها قسطنطين عمل على التأكد من أنه لا يبنى فيها أي معابد وثنية. قسطنطين سيحظر بعد ذلك بشكل متقطع القرابين العامة وسيغلق معابد وثنية، لكن على الرغم من ذلك كان الضغط قليلا على الأشخاص الوثنيين، ولم يوجد ضحايا من الوثنيين.
وفقا لبعض المؤلفين،[من؟] فإن إصدار مرسوم ميلانو، أظهر أن قسطنطين استمر في سياسة التسامح التي بدأها جاليريوس.[بحاجة لمصدر] حتى 325، أظهرته القطع النقدية بالاشتراك مع سول إنفكتوس، في حين أن في وقت لاحق أظهرت القطع النقدية علامة تشي-رو. في ذلك العام قام بتجميع الأساقفة في مجمع نيقية الأول، ومن حينها استمر في الاهتمام بشكل فعال بشؤون الكنيسة.
العديد من المؤرخين، بما في ذلك MacMullen، رأوا بذور الاضطهاد المستقبلي من قبل الدولة في تصريحات قسطنطين العدائية بشأن الدين القديم. مؤرخون آخرون[من؟] يرون أن الوثنية كان يتم التسامح معها بحكم الأمر الواقع في الفترة من قسطنطين إلى جراتيان، وأن الأباطرة كانوا متسامحين في أفعالهم، وإن لم يكونوا دائما متسامحين في أقوالهم."[وثِّق الاقتباس]
كانت الكنيسة تضع قيودا تعارض نهب المعابد الوثنية من قبل المسيحيين حتى عندما كان المسيحيون يتعرضون للاضطهاد من قبل الوثنيين. أعلن أساقفة إسبان في 305 مرسوما يقضي بأن أي شخص يكسر الأصنام ويقتل بسبب القيام بذلك لا يمكن رسميا أن يعتبر شهيدا، لأن الاستفزاز كان يعتبر شديد الوقاحة.
أصبح قسطنطين أول إمبراطور في العصر المسيحي يقوم باضطهاد طوائف معينة من المسيحيين، أتباع الدوناتية، من أجل فرض الوحدة الدينية.

### نهب وتدمير المعابد
تم تدمير معبد أفروديت في لبنان. وفقا للمؤرخ MacMullen، قسطنطين رغب في التخلص من غير المسيحيين ولكن افتقر للوسائل التي تمكنه من ذلك لذلك اكتفى بسرقة معابدهم في نهاية حكمه. لجأ إلى إصدار تعليقات مهينة وازدراء الدين القديم؛ وكتب عن «عناد» الوثنيين و«الطقوس الاحتفالية المضللة»، و«معابد الكذب» التي تتناقض مع «فخامة منزل الحقيقة».

## سياسات معاداة الوثنية من قبل قسطنطين الثاني

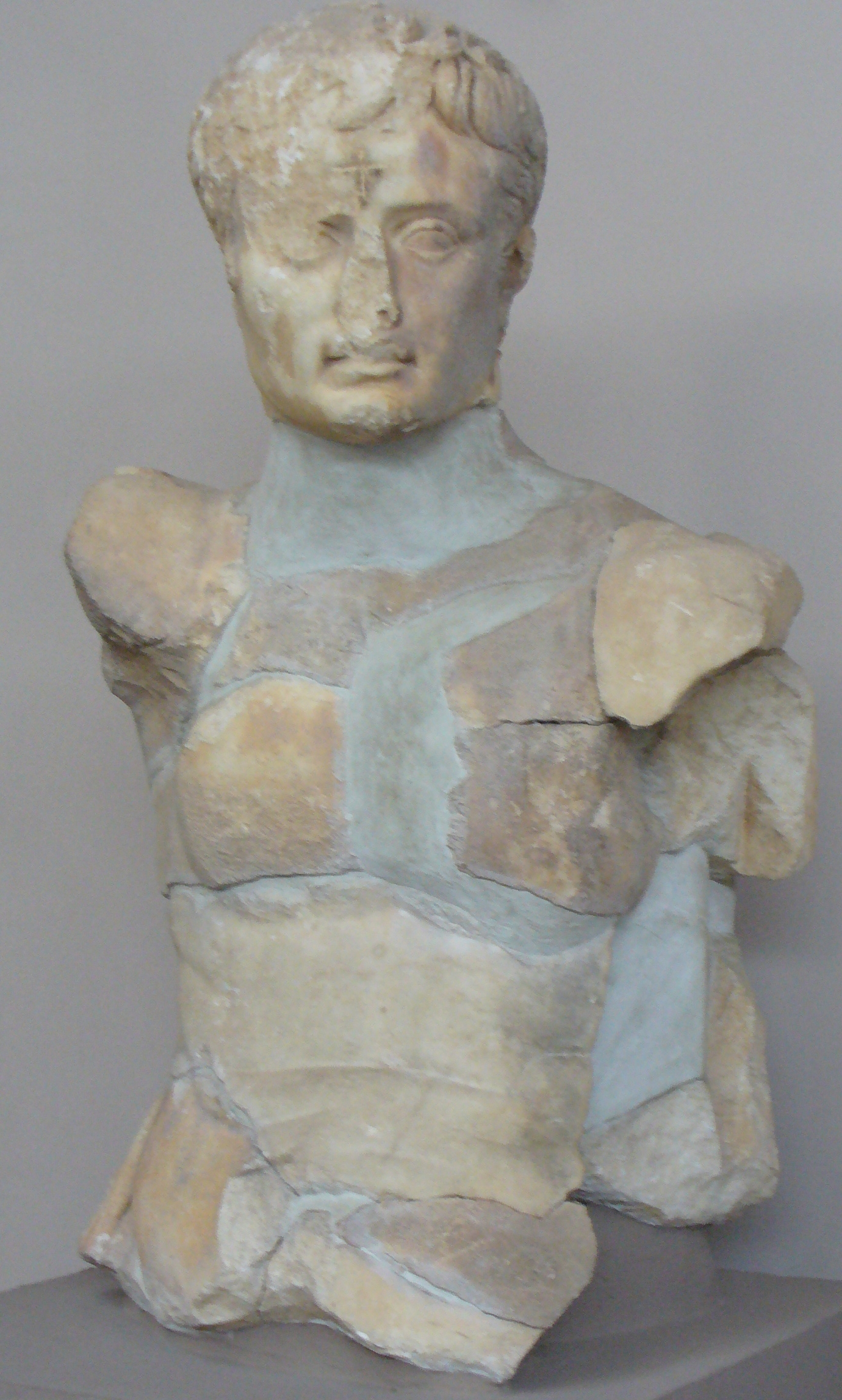
تمثال أوغسطس الذي كان يتم تقديسه، وتم تشويهه بنحت صليب مسيحي على جبين الإمبراطور.

استمرت سياسة معاداة الوثنية لقسطنطين الثاني استمرت من 337 حتى 361. وتميزت بوجود القوانين والمراسيم التي تعاقب الممارسات الوثنية. القوانين التي يرجع تاريخها لعقد 350 نصت على عقوبة الإعدام لأولئك الذين أدوا أو حضروا القرابين الوثنية، وعبادة الأصنام; تم إغلاق المعابد، وتمت إزالة مذبح النصر من مجلس الشيوخ. كانت هناك أيضا نوبات متكررة من تدمير المسيحيين العاديين ونهبهم وتدنيسهم وتخريبهم العديد من المعابد والمقابر والآثار الوثنية القديمة.
الوثنية كانت لا تزال شعبية بين السكان في ذلك الوقت. سببت سياسات الإمبراطور مقاومة من قبل العديد من الحكام والقضاة.

### التدابير الأولية
بدأت تشريعات قسطنطين الثاني مع حظر ممارسة القرابين الوثنية. وكان ذلك تماشيا مع مبدئه الشخصي: "Cesset superstitio; sacrificiorum aboleatur insania" (أوقف الخرافات؛ ألغي حماقة القرابين). وفقا لليبانيوس، كان قسطنطين فعليا تحت سيطرة الآخرين الذين ألهموه بإنهاء القرابين الوثنية.
في سنة 353، حظر قسطنطين القرابين الوثنية وجعل العقوبة الموت. كما أغلق بعض المعابد ومنع الوصول إليها، وأنهى إعاناتها من الضرائب العامة.
بما يتفق مع اللاهوت المسيحي، نفذ قسطنطين حملة نشطة ضد السحرة والمنجمين وغيرهم من العرافين. قد يكون هذا أيضا بسبب خوفه من أن الآخرين قد يستخدمون هذه الوسائل لجعل شخص آخر إمبراطور.
يرى Herbermann أن التشريعات المعادية للوثنية أثرت سلبيا على العصور الوسطى وأصبحت أساس محاكم التفتيش.

### الاعتدال النسبي
انعكس الاعتدال النسبي في إجراءات قسطنطين نحو الوثنية من خلال حقيقة أنه لم يكن حتى بعد أكثر من 20 عاما من موت قسطنطين، وخلال عهد جراتيان، أن احتج أي من أعضاء مجلس الشيوخ الوثنيين على طريقة معاملة دينهم. الإمبراطور لم يحاول حل أي من المنظمات الرومانية الكهنوتية أو عذارى فستال بقي بونتيفيكس ماكسيموس حتى وفاته، وتم جعله إلها من قبل مجلس الشيوخ الروماني بعد وفاته.

### المقاومة الوثنية
سياسات الحكومة لم يمكن تنفيذها بشكل صارم بسبب قوة الوثنية بين السكان. بغض النظر عما أعلنته المراسيم الإمبراطورية في صورة تهديدات، فإن الأعداد الكبيرة من الوثنيين والمقاومة السلبية من الحكام والقضاة الوثنيين جعلتها عاجزة إلى حد كبير في الطلب. ومع ذلك، فإن آثار السياسات الحكومية كانت كافية للمساهمة في انتشار اعتناق المسيحية، وإن لم تكن كافية للقضاء على الوثنية تماما.

### الإجراءات المضادة للوثنية من قبل المسيحيين العاديين
بعض المسيحيين شجعوا الإمبراطور على اتخاذ المزيد من التدابير المتطرفة بسبب حماسهم للقضاء على الوثنية، على سبيل المثال في أعقاب إلغاء القرابين. Firmicus Maternus، وهو معتنق للمسيحية، حث على أن: «الوثنية يجب أن تدمر تماما ويتم ضبطها بأشد القوانين في المراسيم، خشية أن يستمر الوهم المميت في عمل وصمة عار على العالم الروماني» وقال: «كم أنت محظوظ أن الله، الذي أنت وكيله، قد أوكل إليك مهمة تدمير الأصنام وتخريب المعابد المدنسة.»
يقول سوزومين أن قسطنطين لم يحاول على ما يبدو وقف المسيحيين عن تدمير ونهب العديد من المعابد القديمة. ومع ذلك، في Theodosian code كان هناك قانون يهدف إلى الحفاظ على المعابد التي كانت تقع خارج أسوار المدينة.
سن قسطنطين قانونا آخر يفرض غرامة على أولئك الذين يتم إثبات قيامهم بتخريب المواقع المقدسة عند الوثنيين ووضع مهمة رعاية هذه الآثار والمقابر تحت تحكم الكهنة الوثنيين.

### تمرد ماغننتيوس
تمرد ماغننتيوس وقتل قنسطنس. على الرغم من أنه استخدم الرموز المسيحية على القطع النقدية له، قام بإلغاء قوانين معاداة الوثنية الخاصة بقنسطنس وحتى سمح باحتفال تقديم القرابين. بعد ثلاث سنوات في عام 353، هزم قسطنطين ماغننتيوس مرة أخرى ومنع أداء الطقوس الوثنية مرة أخرى. وقد قام قسطنطين بالتشريع مرة أخرى ضد الوثنية في 356. أعلن قسطنطين حينها أن أي شخص سيقوم بحضور القرابين أو عبادة الأصنام سيتم إعدامه.
يبدو أن القضاة كانوا غير مرتاحين مع تنفيذ هذا القانون؛ وتم تجاهله إلى حد كبير.

### إزالة مذبح النصر
في 357 قام قسطنطين بإزالة مذبح النصر من مجلس الشيوخ بسبب شكاوى من بعض المسيحيين في مجلس الشيوخ. هذا المذبح كان قد تم وضعه من قبل أغسطس في 29 قبل الميلاد؛ كل سيناتور كان تقليديا يقوم بتقديم قربان على المذبح قبل الدخول إلى مجلس الشيوخ. تمت استعادة المذبح في وقت لاحق، إما بسرية بعد مغادرة قسطنطين، أو من قبل الإمبراطور يوليان.

## السياسات المعادية للوثنية من قبل جراتيان، فالنتينيان الثاني وثيودوسيوس الأول

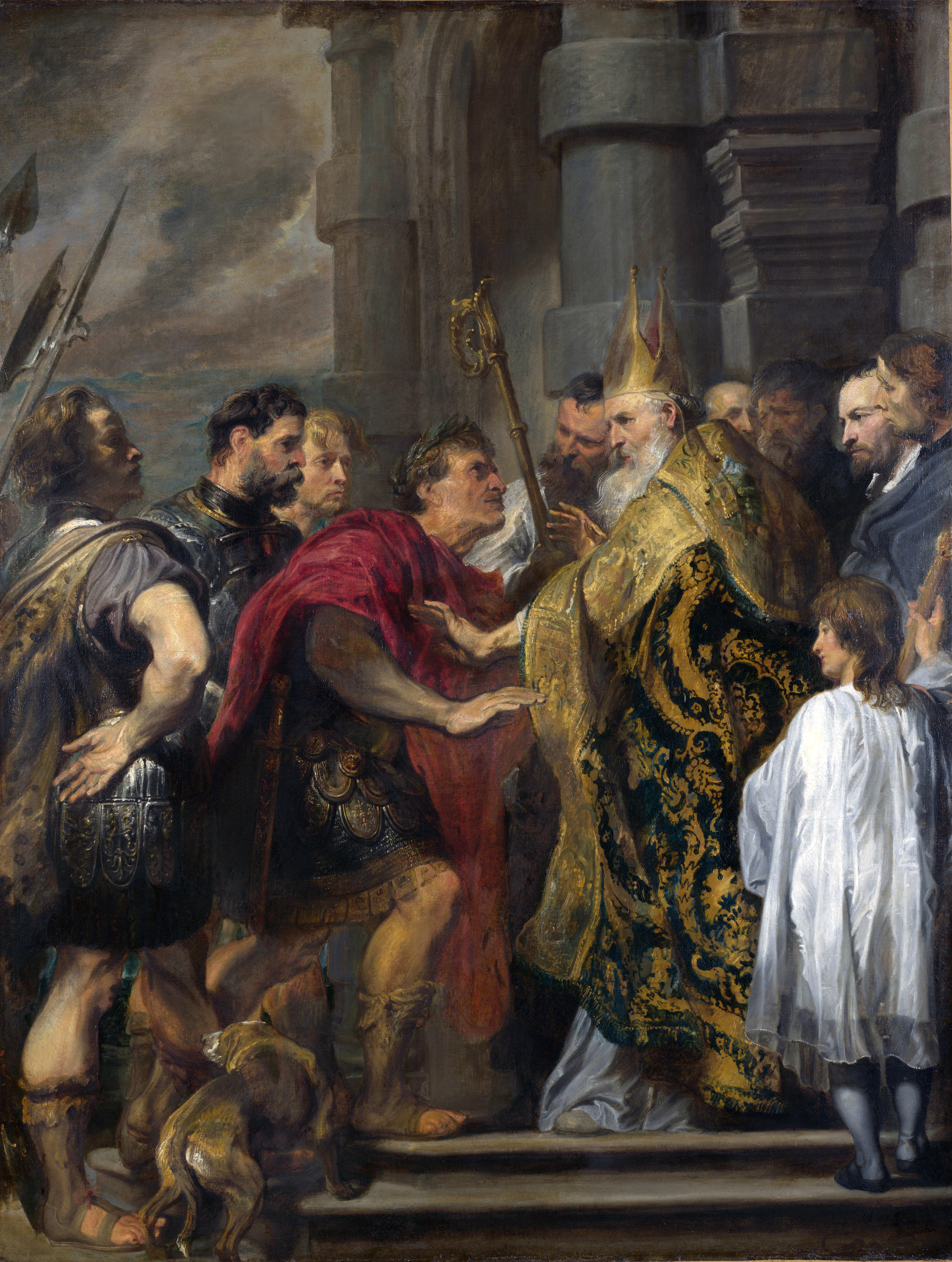
القديس أمبروز والإمبراطور ثيودوسيوس، لأنطوني فان ديك.

## التقييم والإرث
باستثناء المؤلفات الأكثر حداثة، على الأقل للـ200 سنة الماضية اتبع الباحثون المفاهيم التي ترى بأن اضطهاد أديان البحر الأبيض المتوسط التي نسميها الآن «الوثنية» كان ينظر إليه كنتيجة للتعصب الديني المتأصل في الإيمان المسيحي التوحيدي. التعبير الكلاسيكي عن هذا الرأي يوجد في كتاب إدوارد جيبون، تاريخ ضعف وسقوط الإمبراطورية الرومانية.  كما يصف المؤرخ هربرت دريك الأمر: «من الصعب أن نبالغ في تقدير تأثير تفسير جيبون على الأبحاث اللاحقة.»
هربرت دريك لديه مشكلة مع تأريخ جيبون، بحجة أنه في حين الاضطهاد بالتأكيد حدث لأسباب دينية، إلا أن الدافع الأساسي هو توحيد السلطة في الأسرة القسطنطينية، والذي تم عرضه في شكل تعزيز الطائفة المسيحية واستبعاد الآخرين. يكتب أنه «في حين من الواضح أن هناك بعض الحقيقة في القول بأن التعصب يأتي من رفض الآلهة الأخرى والذي يكمن في صميم العقيدة التوحيدية» هذا وحده لا يمكن أن يفسر لماذا اضطهد الوثنيون المسيحيين سابقا، ولا لماذا كانت هناك «أصوات معتدلة مهمة في المجتمع المسيحي المبكر.» H. A. دريك يكتب: «يتجنب جيبون مشكلة خطيرة: لأكثر من ثلاثة قرون قبل قسطنطين، الوثنيون المتسامحون الذين يملأون كتاب تاريخ ضعف وسقوط الإمبراطورية الرومانية كانوا هم من يضطهدون المسيحيين». جيبون، مع ذلك، يرى أن هذه الحجة هي في حد ذاتها معيبة لأن المسيحيين في وقت لاحق بالغوا في تقدير عمق وحجم الاضطهاد ضدهم. ويقول إنه باستعراض المصدر المسيحي يوسابيوس، ينكشف أن أقل من مائة مسيحي تم إعدامهم في فلسطين تحت حكم ديوكلتيانوس لرفضهم تقديم القرابين، كاختبار لولائهم.
بيتر جارنسي يختلف بشدة مع أولئك الذين وصفوا موقف «عدد كبير من الطوائف» التي تسمى ب«الوثنية» بأنه «متسامح». ما كتبه MacMullen أنه في خلال عملية التوسع، كانت الإمبراطورية الرومانية «متسامحة تماما» (باستثناء اليهود والمسيحيين والدرويد)، هو وفقا لجارنسي «إساءة استخدام للمصطلحات.»
قسطنطين، ثيودوسيوس وجستنيان كانوا يعتبرون «أباطرة عظماء (...) يخدمون الكنيسة ويسحقون أعدائها»، وقد ذكر ذلك مرارا من قبل الكتاب المسيحيين الذين أيدوا الاضطهاد الديني. وفقا للمؤرخ MacMullen، دعا مجلس الأساقفة في توليدو في 681 السلطات المدنية لقطع رأس جميع من يقومون بأي ممارسات غير مسيحية من أي نوع. في القرون الوسطى قضى الإمبراطور شارلمان في سبتمبر 774 أن ساكسون (Westfali, Ostfali ، Angrarii) يجب أن يقدم لهم خياران هما المعمودية أو الموت وقد تم قطع رأس 4,500 وثني في مجزرة Verden.
في القرن العشرين، أصدرت الكنيسة الكاثوليكية الرومانية المرسوم "Dignitatis Humanae" الذي منح كامل الحق لكل إنسان في الحرية الدينية، كجزء من اجتماع المجمع الفاتيكاني الثاني في 7 ديسمبر 1965. في 12 مارس 2000، صلى البابا يوحنا بولس الثاني علنا طلبا للمغفرة لأن «المسيحيين غالبا ما أنكروا الإنجيل؛ وباستخدامهم عقلية السلطة، انتهكوا حقوق الجماعات العرقية والشعوب، وأظهروا ازدراءا بالثقافات والتقاليد الدينية الخاصة بالآخرين».